# Идеограмма

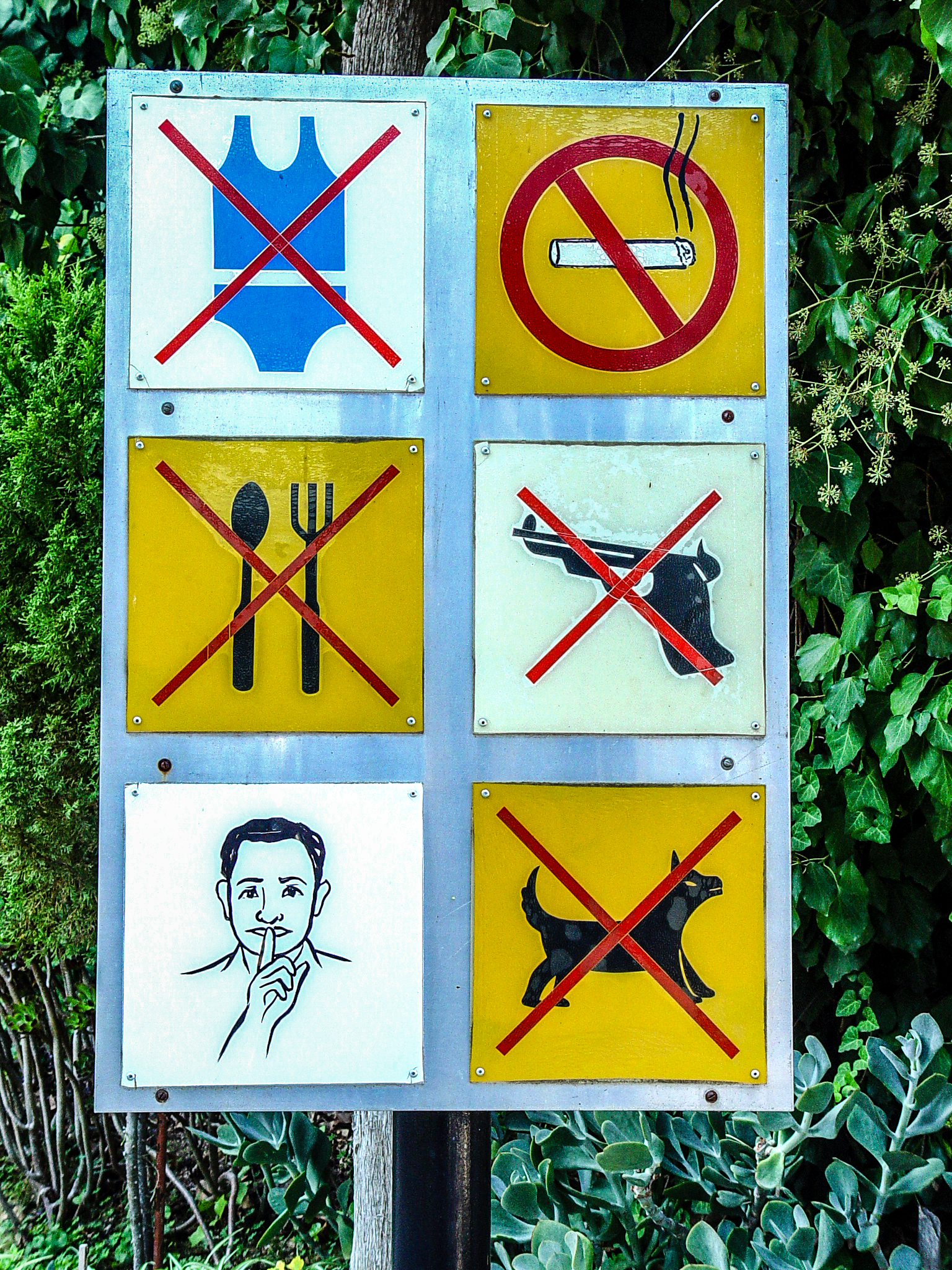
Идеограммы (пиктограммы) при входе в Церковь Посещения, Иерусалим

Идеогра́мма (от др.-греч. εἶδος— идея и γράμμα — письменный знак, буква) — письменный знак или условное изображение, рисунок, соответствующий определённой идее автора, в отличие от, например, логограммы или фонограммы, основанных на каком-то слове, фонеме соответственно. Из идеограмм состоят иероглифы.

## Отличие от пиктограммы и иероглифа
Иероглиф может обозначать звук, слог, часть слова или целое слово.
Пиктограмма всегда обозначает целое слово или понятие, причём вид пиктограммы соответствует тому, что она обозначает (например, изображение калькулятора обозначает калькулятор).
Идеограмма, в отличие от пиктограммы, может обозначать не только изображённое понятие, но и косвенно связанные с ним понятия (например, изображение дискеты во многих программах-редакторах обозначает сохранение файла (вовсе не обязательно на дискету), а изображение двух компьютеров в системном лотке обозначает сетевое подключение). Таким образом, большинство значков в дружественном интерфейсе, часто ошибочно называемых пиктограммами, следует называть идеограммами.

## Идеографическое письмо
Идеографи́ческое письмо́ — вид письменности, знаки которой (идеограммы) обозначают некоторую идею (противопоставление пиктограммам, обозначающим изображённый ими объект).
Теоретически надписи идеографическим письмом могут быть понятны людям, говорящим на разных языках, даже если идеографические письма этих языков различны. Так, идея воды изображается в виде волны в египетской письменности, потока — в китайской, ёмкости, закрашенной синим цветом, в ацтекской письменности. Несмотря на формальные различия, все эти знаки могут быть поняты человеком, не знакомым с соответствующей письменностью.
Существуют и современные системы идеографического письма, использующие эту возможность понимания не обученными заранее людьми. Примером может служить разработанная в 1970-х годах по заказу американского министерства транспорта (U.S. Department of Transportation) система из 50 идеограмм. Система, изначально предназначавшаяся для разметки аэропортов, постепенно получила более широкое распространение.
К идеографическим письменностям также можно отнести способы записи жестовых языков, типа SignWriting, а также эмодзи, набравшие в наше время большую популярность в Интернете и социальных сетях.